# Número oficial de comunidad
El número oficial de comunidad (ÖSTAT-Nummer para Austria)  es una secuencia numérica que identifica los municipios. Otras nomenclaturas usadas para este fin son los códigos NUTS o FIPS o el código postal.

## Alemania
En Alemania el número oficial de comunidad se usa por motivos estadísticos y es asignado por cada una de las oficinas de estadística de los diferentes estados.

### Estructura
El número oficial de comunidad está formada por ocho dígitos, que se generan de la siguiente manera: Los primeros dos dígitos designan el estado alemán.
El tercer dígito designa la región administrativa (en áreas sin región administrativa se usa cero en su lugar). 
El cuarto y quinto dígito designan el número del área urbana (en una ciudad sin distritos) o el distrito (en una ciudad que los tenga). 
Los sexto, séptimo y octavo dígitos indican el municipio o el número del área.

#### Ejemplos
08 1 11 000: Stuttgart
- 08: Baden-Württemberg
- 1: Región Administrativa de Stuttgart
- 11: Stuttgart
- 000: No hay otra municipalidad disponible, puesto que Stuttgart es un área urbana

15 3 52 002: Aschersleben
- 15: Sajonia-Anhalt.
- 3: Región Administrativa de Magdeburg
- 52: Distrito de Aschersleben Strassfurt
- 002: Ciudad de Aschersleben

### Estados Federados
- 01: Schleswig-Holstein
- 02: Hamburgo
- 03: Baja Sajonia
- 04: Bremen
- 05: Renania del Norte-Westfalia
- 06: Hesse
- 07: Renania-Palatinado
- 08: Baden-Wurtemberg
- 09: Baviera
- 10: Sarre
- 11: Berlín
- 12: Brandeburgo
- 13: Mecklemburgo-Pomerania Occidental
- 14: Sajonia
- 15: Sajonia-Anhalt
- 16: Turingia

## Austria

### Estructura
El número oficial de comunidad - ÖSTAT-Nummer - está constituido por cinco dígitos, que se generan como sigue:
El primer dígito se corresponde con el número del estado federal de Austria, según el orden alfabético (en alemán). La capital, Viena, constituye un estado que abarca únicamente el municipio de Viena.
El segundo y tercer dígito designa al distrito municipal. En el caso del estado-ciudad de Viena, se corresponde con el número de distrito urbano.
Por último, el cuarto y quinto dígito se corresponde con el municipio. En el caso de Viena, se corresponde siempre con el número 01, ya que el distrito urbano ya ha sido identificado con el par de dígitos anterior.

#### Ejemplos
3 25 21: Rappottenstein
- 3: Baja Austria
- 25: Distrito de Zwettl
- 21: Municipio de Rappottenstein

9 07 01: Viena - Neubau
- 9: Viena, la ciudad considerada como el noveno estado federal de Austria
- 07: Neubau (Distrito 7º de la ciudad de Viena)
- 01: Distrito de Neubau

### Estados Federales
- 1 Burgenland
- 2 Carintia
- 3 Baja Austria
- 4 Alta Austria
- 5 Salzburgo
- 6 Estiria
- 7 Tirol
- 8 Vorarlberg
- 9 Viena

## Suiza

### Estructura
La Oficina Federal de Estadística de Suiza genera códigos numéricos de hasta cuatro dígitos, que se asignan secuencialmente de acuerdo al orden oficial de los Cantones de Suiza, distritos y municipios.

### Cantones
| Cantón                               | Rango     |
| ------------------------------------ | --------- |
| Cantón de Zúrich                     | 0001-0261 |
| Cantón de Berna                      | 0301-0996 |
| Cantón de Lucerna                    | 1001-1150 |
| Cantón de Uri                        | 1201-1220 |
| Cantón de Schwyz                     | 1301-1375 |
| Cantón de Obwalden                   | 1401-1407 |
| Cantón de Nidwalden                  | 1501-1511 |
| Cantón de Glaris                     | 1601-1629 |
| Cantón de Zug                        | 1701-1711 |
| Cantón de Friburgo                   | 2001-2336 |
| Cantón de Soleura                    | 2401-2622 |
| Cantón de Basilea-Ciudad             | 2701-2703 |
| Cantón de Basilea-Campiña            | 2761-2895 |
| Cantón de Schaffhausen               | 2901-2974 |
| Cantón de Appenzell Rodas Exteriores | 3001-3038 |
| Cantón de Appenzell Rodas Interiores | 3101-3111 |
| Cantón de San Galo                   | 3201-3444 |
| Cantón de los Grisones               | 3501-3987 |
| Cantón de Argovia                    | 4001-4323 |
| Cantón de Turgovia                   | 4401-4951 |
| Cantón del Tesino                    | 5001-5322 |
| Cantón de Vaud                       | 5401-5939 |
| Cantón del Valais                    | 6001-6300 |
| Cantón de Neuchatel                  | 6401-6511 |
| Cantón de Ginebra                    | 6601-6645 |
| Cantón de Jura                       | 6701-6806 |

- Datos: Q23003